# 電氣通信大學
電氣通信大學（日语：／ Denki-Tsūshin daigaku），是一所位在東京都調布市的日本國立大學，1949年創校。簡稱電通大、UEC。

## 概要
為了體現「向日本全國開放的大學」的建校理念，電氣通信大學是全國唯一「不以地名命名」的國立大學（不計大學院大學）。其曾轄有全國唯一的「電氣通信學部」，在2010年更名後，成為全國5個「情報理工學部」之一。
本校與大阪府的私立大學「大阪電氣通信大學」並無任何關係。
國際排名
- 上海交大世界大學學術排名（ARWU）：日本第42名（2013年）[1]

## 沿革
- 1918年（大正7年），社團法人電信協會管理無線電信講習所（東京市麻布區飯倉町）
- 1942年（昭和17年），移交給遞信省
- 1949年（昭和24年），成為新制「電氣通信大學」
- 1957年（昭和32年），校園從目黑移轉到調布
- 1980年代，學部・大學院改組。
- 2004年（平成16年），成為國立大學法人

## 學科構成

### 學部

#### 情報理工學部
綜合情報學科(J)
學科定員...150
情報通信工學科(I)
學科定員...210
智能機械工學科(M)
學科定員...140
先進理工學科(S)
學科定員...190
先端工學基礎課程(K)
夜間課程
學科定員...100

### 研究院

#### 情報理工学研究科 (IE)
- 綜合情報学專攻 (J)
- 情報通信工学專攻 (I)
- 智能機械工学專攻 (M)
- 先進理工学專攻 (S)

#### 情報系統学研究科 (IS)
- 情報媒體系統学專攻 (MS)
- 社会智能情報学專攻 (SS)
- 情報網絡系統学專攻 (NS)
- 情報系統基礎学專攻 (FS)

## 知名校友
- 飯島澄男 - 諾貝爾物理學獎候選人、名城大學教授
- 中村光一 - 日本游戏制作公司CHUNSOFT（日语：株式会社チュンソフト）创始人
- 久夛良木健 - PlayStation之父
- 市川洋介 - 日本演員，曾出演魔法戰隊魔法連者

## 關連項目
- 國立大學法人

## 外部連結
- 電気通信大学 （页面存档备份，存于）（日語）